# Татранска Јаворина
Татранска Јаворина (слч. Tatranská Javorina) насељено је мјесто са административним статусом сеоске општине (слч. obec) у округу Попрад, у Прешовском крају, Словачка Република.

## Становништво
| Година:    | 1994. | 2004.   | 2014.   | 2024.    |
| ---------- | ----- | ------- | ------- | -------- |
| Број људи: | 213   | 232     | 219     | 169      |
| Разлика:   |       | +8,92 % | -5,60 % | -22,83 % |

| Година:    | 2023. | 2024.   |
| ---------- | ----- | ------- |
| Број људи: | 173   | 169     |
| Разлика:   |       | -2,31 % |

Према подацима о броју становника из 2011. године насеље је имало 228 становника.